# Zinc (nutriment)
Pour les articles homonymes, voir Zinc (homonymie).
Le zinc est un des oligo-éléments indispensables à l'homme. Il joue un rôle central dans la régulation du système immunitaire, mais aussi dans les mécanismes de division cellulaire et de croissance tissulaire, dans la réponse aux radicaux libres, dans la reproduction, dans certaines pathologies neurologiques et endocriniennes.

## Contenu et répartition
Chez un homme adulte de 70 kg, on trouve 2 à 3 gr de zinc, apportés exclusivement par l'alimentation. Environ 60 % du zinc corporel se trouve dans les muscles, 30 % dans les os, 5 % dans le foie et la peau et le reste (2 à 3 %) dans d'autres tissus,. Les plus fortes concentrations se trouvent dans les yeux, les cheveux, les os et les gonades.
Le zinc est avant tout un ion intracellulaire, avec plus de 95 % se trouvant dans les cellules dont 60 % à 80 % dans le cytosol, ou 50 % dans le cytoplasme, 30 à 40 % dans le noyau et 10 % dans la membrane.
Le pool plasmatique de zinc représente 0,1 % du zinc corporel, ce qui explique sa faible sensibilité à un déficit tissulaire. Dans le sang, le zinc se trouve principalement dans les érythrocytes (lié à l'anhydrase carbonique de la membrane), puis lié à diverses protéines (comme l'albumine sérique) et acides aminés (comme l'histidine).

## Biochimie
Les ions divalents ou trivalents (fer, cuivre) jouent un rôle dans le contrôle des radicaux libres du fait de leur capacité à donner ou à recevoir un électron supplémentaire. Ce n'est pas le cas du zinc à bas potentiel redox et qui réagit comme un acide de Lewis dans les réactions biologiques.
Le zinc joue des rôles clés comme composant structurel, enzymatique ou de signalisation dans des processus biologiques. À l'intérieur des protéines, il peut se lier par différentes coordinences à des atomes d'oxygène, d'azote et de soufre. Dans l'ensemble des protéines (protéome) des eucaryotes, les protéines à zinc représenteraient près de 9 % du total, et plus de 10 % chez les humains.

### Zinc et stress oxydatif
Le zinc peut jouer un rôle dans le contrôle du stress oxydatif de cinq manières :
1. En tant que facteur important dans la maintenance d'un taux approprié de métallothionéine (MT) cellulaire, la MT étant une protéine riche en résidus -SH propres à fixer des radicaux libres. La MT est un des ligands du zinc à l'intérieur de la cellule.
2. En tant que composant essentiel de certaines superoxides dismutases (SOD) et augmente l'activité de la catalase.
3. En tant que masque protecteur de groupements thiol ou autres, les rendant moins susceptibles à l'oxydation et prévenant leur interaction délétère avec le fer.
4. En tant que composant essentiel des enzymes de réparation des acides nucléiques.
5. En tant que facteur stimulant ou déclenchant des processus cellulaires protégeant les cellules jusqu'à un moment où les réactions associées à des radicaux libres sont réduites au minimum.

### Zinc et équilibre acido-basique
L'anhydrase carbonique, une metalloenzyme importante du métabolisme acide-base a besoin de zinc pour assurer sa fonction. Des études in vivo ont démontré que le déficit en zinc réduisait de manière significative l'activité de l'anhydrase carbonique érythrocytaire.

## Métabolisme du zinc
Contrairement au fer, le zinc alimentaire ne peut être retenu ou stocké en quantité suffisante dans l'organisme. Son utilisation indispensable nécessite donc un apport alimentaire régulier et quotidien pour compenser les pertes.

### Provenance et absorption
Le zinc provient exclusivement de l'alimentation. Il est contenu principalement dans les aliments d'origine animale, d'abord les fruits de mer puis la viande et le foie, les œufs, le lait et les produits laitiers. Des aliments d'origine végétale contiennent du zinc en plus faible quantité tels que noix, haricots, lentilles, légumes, riz et pommes de terre.
L'absorption du zinc provenant de source animale est plus facile pour l'organisme, car les fibres, les phytates, les tannins et les phosphates des végétaux inhibent l'absorption intestinale du zinc. Des médicaments sont aussi inhibiteurs, tels que pénicillamine, valproate de sodium, diurétique et antibiotique.  
Le zinc alimentaire est fixé par des transporteurs exprimés à la surface des entérocytes. Il est absorbé au niveau du duodénum et du jéjunum, cette absorption peut être augmentée de 90 % si l'apport alimentaire de zinc est limité.
Cette absorption est active (énergie-dépendante) et saturable. Elle ne dépend pas du statut en zinc de l'organisme (contrairement à celle du fer) mais de la quantité de zinc alimentaire : l'absorption est d'autant plus active que la quantité de zinc alimentaire est faible, et en cas d'excès en zinc alimentaire, l'absorption se poursuit par diffusion passive.

### Excrétion
La voie principale d'excrétion est digestive : environ 10 mg par jour dans les selles (correspondant surtout à du zinc alimentaire non utilisé) dont une faible part (1 à 2 mg de zinc par jour) provient d'une élimination par les voies biliaires et pancréatiques. Les pertes par l'urine et la sueur sont plus faibles et variables selon l'activité et l'environnement. Cette excrétion peut être augmentée lorsque le zinc est en excès.
Les pertes excessives de zinc surviennent lors de brûlures, hémodialyse, hémolyse, diarrhée, abus d'alcool ou prise de diurétiques.
Les plus fortes concentrations tissulaires de zinc semblent être maintenues par la diminution de l'excrétion fécale endogène, et chez les enfants par un ralentissement de la croissance.

### Mouvements et régulation

Schéma d'un motif structurel à doigt de zinc. Un ion zinc est lié à quatre résidus d'acide aminé (deux cystéines et deux histidines).

Le zinc organique se présente sous différentes formes de liaison, transport ou diffusion : le zinc ionique, le zinc lié à des métalloprotéines comme les métallothionéines. Il est aussi utilisé au sein de nombreuses enzymes dites métallo-enzymes et au niveau du matériel génétique comme caractéristique des protéines à doigt de zinc.

#### Protéines de transport
En 2009, 24 protéines de transport de zinc ont été identifiées, réparties en deux classes, :
- les transporteurs ZnT (Zinc Transporter) numérotés de 1 à 10, qui assurent le transport du zinc présent dans le cytosol vers les organites cellulaires et le milieu extra-cellulaire.
- les transporteurs ZIP (Zrt/Irt-like Protein) qui transportent le zinc extra-cellulaire dans le milieu intra-cellulaire.

#### Protéines de liaison
Dans le milieu intra-cellulaire, le zinc est utilisé par une protéine de liaison ou métalloprotéine, dont deux types MT-1 et MT-2 régulent le niveau intra-cellulaire de zinc et de cuivre de façon antagoniste (un excès de l'un induit un défaut de l'autre, par utilisation de la même protéine),.

#### Zinc libre
Sous forme ionique, le zinc pourrait être impliqué dans la signalisation cellulaire à de très faibles concentrations,.

## Rôles physiologiques
Le zinc joue un rôle majeur dans le développement fœtal et la croissance, la maturation des gonades et la spermatogenèse, les fonctions neurologiques, la cicatrisation et l'immunocompétence.
Son rôle le plus important se situe dans la synthèse des protéines, notamment dans le déclenchement de la lecture du génome (transcription).

### Zinc, immunité et maladies infectieuses
Le zinc joue un rôle central dans la réponse immunitaire par plusieurs mécanismes :
- Le zinc est un cofacteur de plusieurs centaines de métalloenzymes ;
- Le zinc intervient dans la maturation et la différenciation des lymphocytes B et T, entre autres par une hormone dépendante du zinc : la thymuline, un métallopeptide thymique impliqué dans la maturation des lymphocytes T. Le zinc est un protecteur de l'apoptose des lymphocytes ;
- Le zinc, médiateur intracellulaire de la réponse immunitaire : soit dans sa forme liée à la métallothionéine, soit dans sa forme stockée dans des « zincosomes »[7] (vésicules intracellulaires du cytosol apparaissant in vitro dans des cellules en milieu riche en zinc[2]).

L'Autorité Européenne de Sécurité Alimentaire (EFSA) a publié une opinion scientifique concluant qu'il y avait une relation de cause à effet entre l'apport en zinc et une fonction immunitaire normale.
La littérature scientifique soutient la supplémentation en zinc dans plusieurs cas : infections respiratoires hautes (rhumes) ou basses (grippe, pneumonie)[réf. nécessaire] ; diarrhées[réf. nécessaire] ; et tout récemment, infection à VIH[réf. nécessaire].

### Zinc et synthèse d'ADN
Le zinc a un rôle structural, régulateur ou catalytique d'un grand nombre d'enzymes. Il a un rôle important dans la stabilisation du matériel génétique, et est un composant essentiel de certaines enzymes qui participent à la synthèse des acides nucléiques. À peu près 1 % du génome humain code des protéines à doigt de zinc qui jouent un rôle important dans la régulation de l'expression des gènes.

### Zinc et autres métabolismes

#### Métabolisme osseux
Le zinc est un des cofacteurs essentiels de certaines enzymes impliquées dans la synthèse de plusieurs composants de la trame osseuse, et joue ainsi un rôle important dans la régulation de la formation ou de la résorption du tissu osseux. Le zinc joue aussi un rôle structural dans la formation de la trame osseuse. Les cristaux d'hydroxyapatite contiennent du zinc associé à du fluor.

#### Métabolisme des acides gras
Le zinc est nécessaire à la conversion de l'acide linoléique en acide γ-linoléique, ainsi que dans la mobilisation de l'acide di-homo-γ-linoléique dans la synthèse de prostaglandines de série-1.

#### Vision
Le zinc participe à l'absorption et au métabolisme de micronutriments dont la vitamine A. En particulier, le zinc est nécessaire à la synthèse de la protéine liant le rétinol (RBP). Le zinc participe aussi à la conversion métabolique du rétinol en retinaldéhyde par le biais de la métalloenzyme rétinol déshydrogénase. Cette conversion est une étape critique du cycle de la rétine. Le déficit en zinc se traduit par une mauvaise adaptation à l'obscurité.

#### Fonctions endocrines
Le zinc est associé aux gonadotropines et aux hormones sexuelles. L'hypogonadisme est une des manifestations du déficit en zinc. Le système immunitaire est lié aux systèmes nerveux et endocrinien, créant ainsi un réseau homéostasique. Une thymectomie néonatale chez des mammifères n'a pas d’impact sur le système immunitaire, mais se traduira par des troubles endocriniens chez la souris. Les gonadotropines circulantes et pituitaires sont ainsi très diminuées. La TSH, la prolactine et l’hormone de croissance sont aussi très négativement influencées par la thymectomie. Le zinc joue un rôle non négligeable dans la fertilité masculine et féminine.
La production et la sécrétion de thymuline, qui est un nonapeptide couplé à un atome de zinc, sont fortement influencées par le système neuroendocrinien. La sécrétion de thymuline est contrôlée par une boucle de rétrocontrôle, mais elle est aussi influencée par l’hormone de croissance, l’IGF-1, la prolactine et la glande thyroïde (T4). De son côté, la thymuline stimule la sécrétion de LH et d’ACTH.
Il y a aussi un lien entre thymuline, métabolisme du zinc et insuline. On sait que le zinc facilite la production d'insuline. D'autre part, des rats déficients en zinc réduisent leur utilisation de glucose. Il semblerait que lors d'un déficit en zinc, la fonction pancréatique soit normale, mais que la réponse périphérique à l'insuline soit inexistante.

#### Fertilité
Le zinc joue un rôle important chez l'homme comme chez la femme. La spermatogenèse est un processus qui nécessite la présence de zinc, et le liquide séminal est très riche en zinc.

## Utilisations thérapeutiques

### Rhume
Une étude clinique randomisée contre placebo portant sur la supplémentation par un sirop de zinc sur une période de plusieurs mois avant tout épisode infectieux diminuait de manière significative le nombre, la sévérité et la durée des rhumes chez des enfants scolarisés. En particulier, 33 % des enfants recevant du zinc n'ont pas eu de rhume durant la saison hivernale contre 14 % dans le bras placebo.
La supplémentation avec des pastilles de zinc durant l'épisode infectieux est plus controversée, et une analyse récente tend à démontrer que cela dépend de la manière dont le zinc peut être libéré sous forme ionisée dans la bouche. En effet, certaines formulations testées ne pouvaient pas libérer du zinc sous forme ionisée au pH salivaire de 7,4, soit du fait du sel de zinc choisi, soit du fait de l'ajout d'agents masquant le goût métallique du zinc (glycinate ou citrate de zinc par exemple). Seuls l'acétate et le gluconate de zinc libèrent massivement l'ion zinc au pH salivaire de 7,4. L'effet attendu est l'inhibition de l'expression de l'ICAM-1 (intracellular adhesion molecule-1), récepteur d'un grand nombre de virus, mais aussi l'augmentation importante (10 fois) de la sécrétion d'interféron-α,, l'inhibition de la sécrétion d'histamine et de leucotriènes par les basophiles et les mastocytes, etc.

#### Grippe
Des experts ont recommandé la supplémentation en zinc dans le cadre de mesures préventives si une pandémie grippale de type H1N1 survenait réellement aux États-Unis. Cette recommandation est cohérente avec les études démontrant que le zinc peut induire l'apoptose des cellules infectées par le virus de la grippe, facilitant leur phagocytose et empêchant ainsi la propagation de l'infection.

#### Pneumonie
L'effet bénéfique sur les pneumonies peut être attribué à une diminution de la présence de Streptococcus Pneumoniae dans les fosses nasales, une action proche de la diminution de l'expression de l'ICAM-1.
Les experts de l'OMS recommandent l'utilisation du zinc en association avec d'autres oligo-éléments dans la prévention et le traitement des infections respiratoires basses.
Une étude réalisée aux États-Unis a étudié sur un an la relation entre zinc et pneumonie chez des personnes âgées vivant en EHPAD,. La conclusion en était que des concentrations normales de zinc chez des patients institutionnalisés sont associées avec une moindre incidence et durée des pneumonies, une consommation moindre d'antibiotiques par rapport au groupe ayant un taux de zinc inférieur à la normale.

#### SIDA
Des études clinique récentes démontrent aussi que la supplémentation en zinc à faibles doses chez des patients souffrant de SIDA peut avoir un effet bénéfique. En effet, un déficit en zinc a lieu dans plus de 50 % des cas. 231 patients HIV+ ont été suivis durant 18 mois dans une étude randomisée en double aveugle contre placebo. Comparativement au placebo, le zinc a aidé à maintenir le compte de cellules CD4+ et à réduire de 50 % la proportion de personnes souffrant de diarrhée. Les chercheurs ont analysé des données recueillies auprès d’un sous-groupe de 40 personnes — 20 personnes recevant le placebo et 20 autres recevant du zinc. Tous les participants en question suivaient une multithérapie qui avait supprimé leur charge virale. Quatre cas d’échec immunologique (compte de CD4+ sous la barre des 200 cellules) se sont produits dans ce sous-groupe, chacun chez une personne recevant le placebo. Cette différence entre le groupe zinc et le groupe placebo est significative du point de vue statistique, c’est-à-dire non attribuable au seul hasard. Les chercheurs recommandent aux médecins d’ajouter des suppléments de zinc à faible dose au traitement antirétroviral de leurs patients séropositifs. Il est à noter que les bienfaits potentiels du zinc ont été renforcés dans un éditorial signé par des chercheurs de Harvard.

#### Diarrhée
L'OMS a soutenu des recherches dans des pays en développement afin de déterminer si la supplémentation en zinc pouvait avoir un effet sur deux types d'infections infantiles : les diarrhées et les infections respiratoires basses. La réponse étant positive, il a été décidé de supplémenter systématiquement en zinc les enfants traités pour diarrhée, et l'on a observé non seulement une diminution de la morbidité associée aux diarrhées, mais encore une diminution des cas d'infections respiratoires basses.
Les rotavirus sont les agents responsables de la majorité des diarrhées que ce soit dans les pays moins développés ou dans les pays développés. L'action bénéfique du zinc dans la prise en charge des diarrhées vient encore d'être confirmée par la diminution tout à fait significative de diarrhées chez des patients HIV+.

### Comportement
Des données animales ont étudié l'impact du déficit en zinc sur le comportement animal. Les diverses études ont démontré un tel impact sur l'animal étudié qu'il est difficile d'en tirer une conclusion ferme sur un seul aspect du comportement (apprentissage, performance cognitive, etc.).
Les études de neurobiologie démontrent que la présence de zinc est essentielle au bon développement de l'encéphale, avant et après la naissance, ainsi qu'au bon fonctionnement du système nerveux central quel que soit l'âge. Des données chinoises ont démontré que la supplémentation en zinc a un effet positif sur la fonction cognitive d'enfants scolarisés. Une supplémentation en zinc est habituellement suffisante chez l'adulte à traiter les symptômes associés au déficit. Le rôle du zinc dans la transmission synaptique de l'influx nerveux de certains neurones glutamatergiques et son implication dans la modulation des neurorécepteurs sont des sujets actuels d'étude.

## Déficit en zinc
Des études menées dans les pays développés ont montré qu'un déficit faible en zinc avec modification de la qualité de la réponse immunitaire existait chez des enfants, et des personnes âgées.
Un faible déficit nutritionnel en zinc diminue la production d'interferon-γ, d'IL-2, et de TNF-α par des lymphocytes Th1. L'impact va ainsi se faire sentir sur l'équilibre de la réponse immunitaire.
Dans le cas d'un déficit modéré en zinc, il n'y a pas de répartition uniforme du déficit à travers les divers tissus, et ce sont les compartiments ayant le renouvellement le plus important, foie, peau et phanères, et cellules sanguines circulantes (comme les lymphocytes, les neutrophiles et les plaquettes) qui souffrent d'un déficit disproportionné. Il est ainsi possible d'avoir un déficit modéré en zinc avec un taux de zinc plasmatique dans les limites de la normale, mais un zinc capillaire, ou lymphocytaire rapidement diminué, ou encore une thymuline circulante à des niveaux très bas.
En dehors des cellules circulantes (lymphocytes, granulocytes), les tissus les plus rapidement affectés par un déficit en zinc sont le thymus, le foie, les reins, la rate et les testicules. La conclusion des études menées à cette époque est que le zinc doit être présent lors de l'induction des enzymes impliquées dans la synthèse d'ADN avant le passage dans la phase S du cycle cellulaire, et dans l'induction de protéines impliquées dans la différenciation tissulaire.
Le besoin en zinc est augmenté dans les tissus ayant un taux élevé d'hyperplasie cellulaire ou qui subissent des baisses importantes en zinc. Ces tissus sont (a) l'épiderme et la muqueuse intestinale (d'où la symptomatologie de l'acrodermatite entéropathique), (b) les tissus de l'enfant en pleine croissance, et (c) les tissus participant à une croissance de rattrapage.
Le déficit de zinc peut conduire à des problèmes de santé plus ou moins graves,,.
Les variations génétiques et les apports alimentaires vont conduire à des déficits en zinc variables selon les populations.
Le déficit en zinc est un facteur aggravant de l'obésité et du diabète.
Les personnes âgées sont plus sujettes au manque de zinc que les adultes bien portants.
Le manque de zinc conduit aussi à une plus grande susceptibilité aux infections virales, et de manière générale à un mauvais fonctionnement du système immunitaire inné.
La maladie Covid-19 induite par le coronavirus SARS-CoV-2 pourrait être aggravée par le manque de zinc.

## Apports nutritionnels recommandés
Ses apports nutritionnels conseillés sont de 12 mg/jour pour les hommes adultes et de 10 mg/jour pour les femmes adultes dans une population bien portante. Il est fortement conseillé de supplémenter non seulement en zinc mais aussi avec d'autres cations divalents, habituellement cuivre et éventuellement fer, notamment chez les femmes et les végétariens, afin que l'apport en un oligo-élément ne crée pas un déficit d'absorption d'un autre oligo-élément.